# خرسانة مسلحة بألياف زجاجية

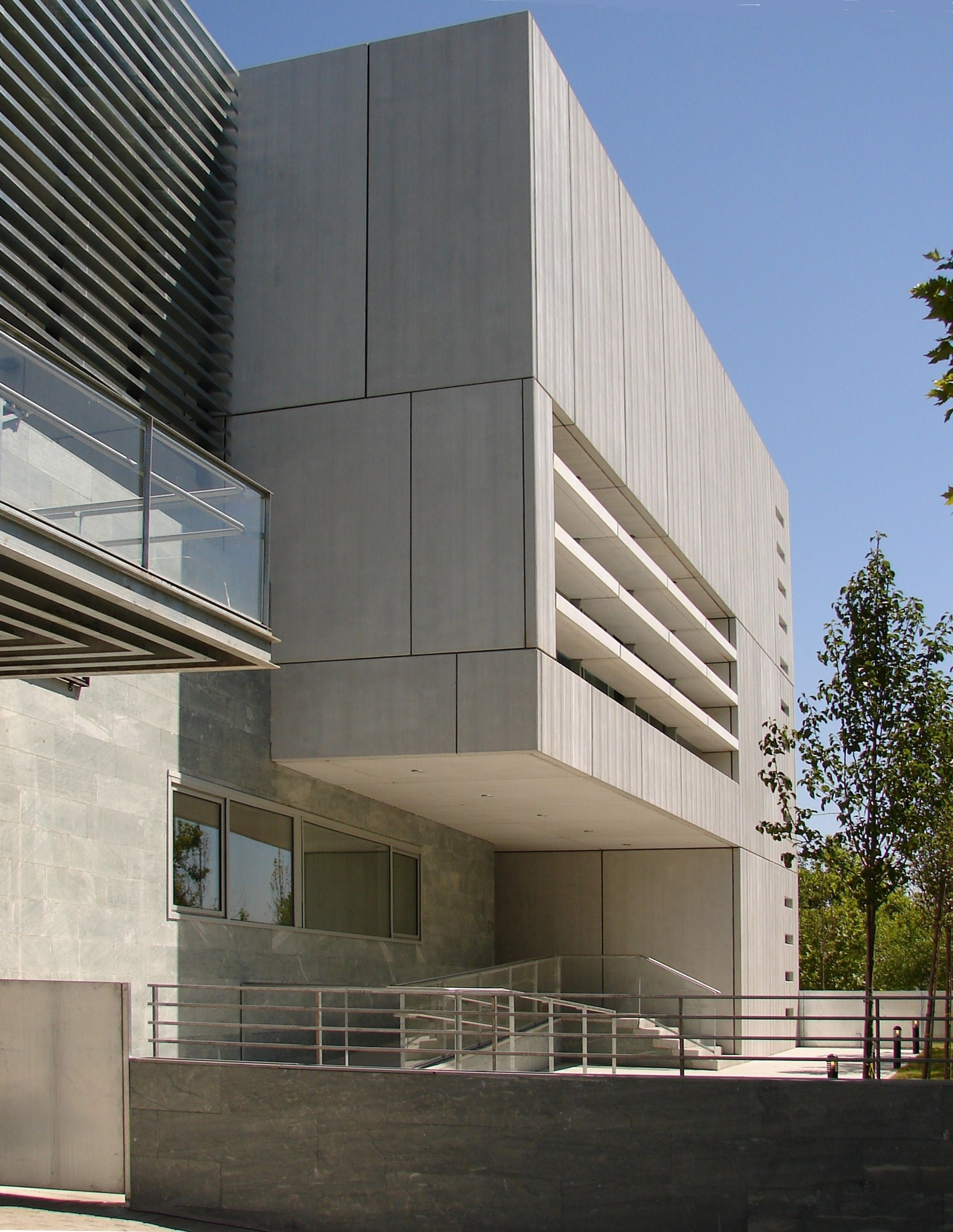

الخرسانة المسلحة بالألياف الزجاجية تتكون في صورتها المبسطة من الاسمنت والرمل بنسبة اسمنت عالية مضافا إليها الالياف الزجاجية المقاومة للتشققات بشكل خصلات يتراوح طولها ما بين (12مم-50مم).
بدأ استخدامها بالاتحاد السوفياتي خلال فترة (1950-1960)م. ثم بدات الدراسات الأكاديمية الأولى للمعالجة والتطور عام 1961م ومع مرور الوقت بدات ابحاث إنتاج ألياف زجاجية معالجة لمقاومة التشققات في المملكة المتحدة عام 1971م وتم إنتاج ألياف زجاجية مقاومة للتشققات ثم تطور الإنتاج عام 1979م بإضافة مادة مغلفة للالياف الزجاجية لإعطائها حماية أكبر من التاكل في الوسط المتشقق.
و في إطار تطوير صناعة الخرسانة تم إنتاج خرسانة مسلحة بالالياف الزجاجية CRG في القرن العشرين لتكون البديل عن مواد الإكساء الكلاسيكية والطبيعية كالحجر والرخام وغيره وليساهم بشكل عام في الإنشاء العصري اقتصاديا وتقنيا وجماليا في جميع أنحاء العالم وهو تطور دائم منذ أكثر من 30 عاما.

## المواصفات الفيزيائية والكيميائية
- لا تشتعل.[3]
- درجة نفاذيتها للماء 0.1% مقاومة للأملاح والأحماض
- مقاومة للاحتكاك والكسر.
- رديئة التوصيل للكهرباء.
- ضعيفة التوصيل الحراري.
- تتحمل إجهاد ضغط يصل إلى 50 نيوتن / مم.2
- مقاوم للأشعة فوق البنفسجية.

## طرق تصنيعها

### طريقة الرش
يتم خلط الاسمنت والرمل والماء والإضافات باستخدام خلاط مروحي ثم ينقل الخليط إلى المضخة التي تضخها في خرطوم وبعد ذلك إلى مسدس الرش الذي يعمل بالهواء المضغوط ويتم الرش على القوالب المجهزة والمدهونة سابقا

### طريقة الخلط المسبق مع الصب على الهزاز
يتم خلط العجينة باستخدام خلاطة دوارة دات 4ادرع منحنية ثم يتم الصب في القوالب حتى طاولة هزازة لتفريغ الهواء وتخلخل العجينة إلى جميع اجزاء القالب وإعطاء المنتج سطح املس نظيف خلي من الفقاعات الهوائية.

## مميزاتها
1-إحدى مواد البناء الأكثر طواعية المتوفرة للمهندسين والمعماريين منتجات الخرسانة مسبقة الصنع المماثلة بالحجم
2-هي عملية لاعادة الإنتاج والترميم ودات جمالية عالية وصديقة للبيئة
3-تخفف الحمولات على الابنية بعوامل امان كبيرة للهياكل الضخمة والأساسات
4-يمكن تلوينها بالصباغات والدهانات
5-الإكساء بواسطتها يمكن ان يحل محل الخرسانة مسبقة الصنع عندما تكون هناك مشكلة في الوزن والشكل
6-يمكن تشكيل منتجات CRG بمقاطع رقيقة بسمك (6-12)مم ليكن وزنها اقل بكثير من وزن
7-سهلة التصنيع والقولبة لإنتاج الاشكال والتفاصيل الدقيقة كما تعطي اللمس المطلوب للسطوح النهائية بأفضل نوعية
8-مقاومة التاكل والظروف الجوية الخارجية من حرارة ورطوبة وخاصة الاجواء البحرية
9-عازلة للحرارة والصوت وتتسم بقاومة عالية للحريق وتسرب الماء
10-يتحمل اجهاد كسر يصل إلى ثلاثة اضعاف الخرسانة المسلحة نتيجة للتوزيع المنتظم للتسليح الداخلي للالياف الزجاجية في مختلف الاتجاهات
11-عمرها الزمني لا يقل عن 4 اضعاف العمر الزمني للخرسانة المسلحة ودلك من خلال مواصفاتها الفيزيائية والكيميائية العالية
12-غير قابلة لتكاثر الحشرات ونمو الفطريات والمكروبات
13-شديدة الصلابة ومقاومة الاحتكاك

## استخداماتها
- الواجهات
- الشرف
- النافورات
- احواض الزهور
- السقفيات
- الكورنيش
- وحدات معمارية

## الخاتمة
ان هدا التقدم العلمي المذهل في عالم البناء الدي عمل على إنتاج مباني عصرية بأحداث مبتكرات العلم الحديث في تكنولوجيا البناء للمباني السابقة للتجهيز لاستخدام الالياف الزجاجية
تجمع بين جمال الشكل المعماري وخفة الوزن سرعة الإنشاء بالإضافة إلى العزل الحراري الجيد مع المتانة والعمر الافتراضي للمباني التقليدية.

## طالع ايضا
- خرسانة شفافة (Translucent concrete)